# Grad Caen
Grad v Caenu (Château de Caen) je grad v mestu Caen v departmaju Calvados, Spodnja Normandija. Uradno je bil zaščiten kot Monument historique v Franciji od leta 1886. 

## Zgodovina
Grad je okoli leta 1060 zgradil Viljem Osvajalec, ki je uspešno leta 1066 osvojil Anglijo. Njegov sin Henrik I. je potem zgradil cerkev Saint Georges, trdnjavo (1123) in veliko dvorano za vojvodski dvor.
Na božič 1182 je kraljevi dvor praznoval božič v avli caenskega gradu, ko so se zbrali Henrik II. Angleški in njegovi sinovi, Richard Lionheart in John Lackland, ter več kot tisoč vitezov.
Caenski grad je bil, skupaj z drugimi v Normandiji, izročen francoski kroni leta 1204. Filip II. Francoski je okrepil utrdbo.
Grad je bil deležen več napadov med stoletno vojno (1346, 1417, 1450). Utrdba je bila podrta leta 1793 v času francoske revolucije, s sklepom Državne konvencije.
Grad, ki je bil med drugo svetovno vojno uporabljen kot vojašnica, bil bombardiran leta 1944 in resno poškodovan.
Leta 1946 se je Michel de Boüard, arheolog iz Caena, odločil začeti izkopavanja na območju gradu, da bi našel srednjeveške ostanke. Musée des Beaux-Arts, ki je bil nameščen v grad leta 1967, so odprli leta 1971.

## Zgradba
Grad je bil zgrajen na griču in je zdaj v središču mesta. S površino 5,5 hektarjev je eden največjih gradov v Zahodni Evropi. Predstavlja ostanek bistvene značilnosti normanske strategije in politike.
Danes grad služi kot muzejska hiša:
- Musée des Beaux-Arts de Caen (Muzej lepih umetnosti v Caenu)
- Musée de Normandie (Muzej Normandije), skupaj s številnimi občasnimi razstavami o umetnosti in zgodovini;
- cerkev Saint Georges;
- Échiquier de Normandie (Zakladnica Normandije), ki se uporablja kot začasna dvorana za razstave;
- vrt, ki prikazuje rastline, gojene v srednjem veku.

Utrdba, zdaj porušena, je imela veliko obzidje z okroglimi stolpi na vsakem vogalu. Kot grad, je bila obdana z jarkom.
Zgornji del obzidja ponuja čudovit razgled na Caen. Nekateri deli zidov so bili zgrajeni v 12. stoletju, večina od njih pa je iz 15. stoletja.
Grad ima dvoje vrat: porte sur la ville (vrata v mesto) in porte des champs (vrata na polja); so okrepljena z dvema barbakanama.

### Nedavna dela
Od marca 2004 mesto Caen obnavlja obzidje s finančno pomočjo European Regional Development Fund (ERDF)(zagotavljanje stabilnosti, odpiranje strelnih lin zazidanih v 19. stoletju). 6.000 m³ zemlje so odstranili, da bi imeli boljši pogled na severozahodno steno iz 12. stoletja. Ta operacija je razkrila klet zasebne hiše iz 15. stoletja, ki ima še vedno svojo peč, skladišče smodnika in dve steni kovačije iz 14. stoletja. Našli so tudi sledove hlevov.
Temelji utrdbe so bili očiščeni in ljudje so še vedno delajo na izkopavanjih okoli njih.